# Ролерсерф

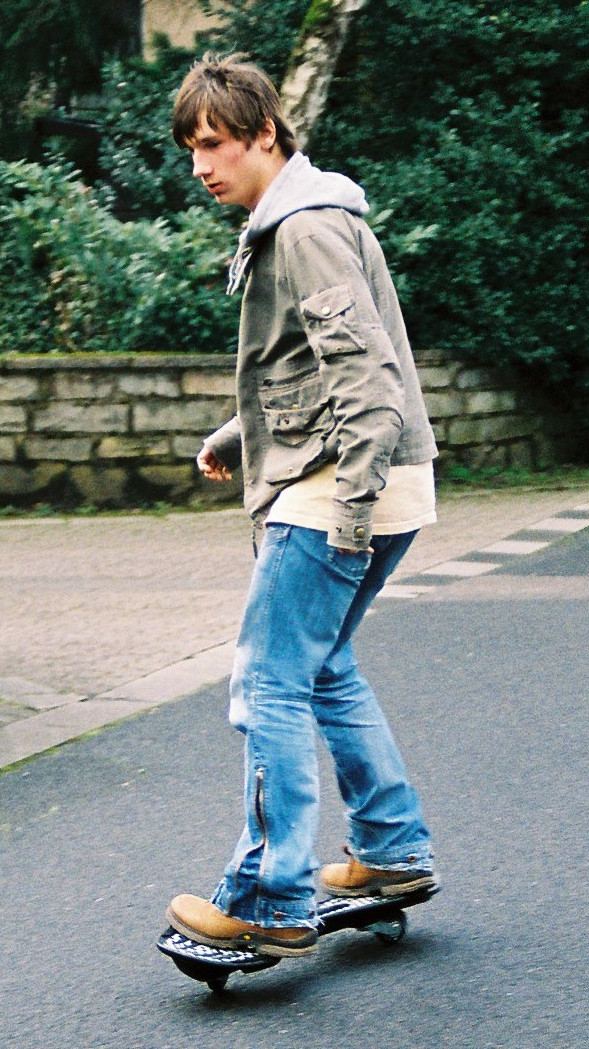
Роллерсерфер

Роллерсерф — різновид скейтборду характерною особливістю якого є наявність лише 2 коліс, а не 4 як у звичайному скейті.
Роллерсерф маневреніший, швидший та легший в управлінні ніж звичайний скейт. Навчитись їздити на ньому можна за 20-30 хвилин катання. Також на ньому не потрібно постійно відштовхуватись ногою для надання інерції. Недоліком роллерсерфа є навантаження на ті групи м'язів, які людина не використовує в буденному житті, хоча це скоріше його перевага як тренажера.